# 이쿠타역
이쿠타역(일본어: 生田駅)은 일본 가나가와현 가와사키시 다마구에 위치한 오다큐 전철 오다와라선의 역이다. 역 번호는 OH 20이다.

## 역 구조
상대식 승강장 2면 2선의 지상역이고 교상역사를 갖는다.

### 타는 곳
| 번호 | 노선       | 방향 | 방면                           |
| ---- | ---------- | ---- | ------------------------------ |
| 1    | 오다와라선 | 하행 | 오다와라 · 가타세에노시마 방면 |
| 2    | 오다와라선 | 상행 | 신주쿠 · 지요다선 방면         |

## 역 주변
부근에는 메이지 대학, 센슈 대학, 성마리안나 의과 대학 등의 대학이 있고 대학가가 되고 있다. 역 근처(요미우리랜드마에역 사이)의 지하를 동일본 여객철도 무사시노선이 다니고 있으며, 이쿠타 터널과 이쿠타 변전소가 있다.

### 기타구치
- Odakyu OX
- 유리 스토어
- 다마구청 이쿠타 출장소
- 이쿠타역앞 우체국
- 미쓰이스미토모 은행 이쿠타 지점
- 가나가와현립 이쿠타히가시 고등학교
- 가와사키시립 이쿠타 초등학교

### 미나미구치
- 메이지 대학 이쿠타 교사 - 이공 학부와 농대부의 문까지는 7분 정도.
- 센슈 대학 이쿠타 캠퍼스
- 가와사키시립 이쿠타 중학교
  - 가와사키시립 이쿠타 중학교 특별 창작 활동 센터
- 니시미타 단지
- 가와사키 미타 우체국
- 나가사와 정수장

## 역사
- 1927년 4월 1일: 히가시이쿠타역으로 영업 개시. "직통" 정차역이 됨. 또한, 각역 정차는 신주쿠 ~ 이나다노보리토역(현, 무코가오카유엔역) 구간만 운행하고, 당역까지의 운행은 없었음.
- 1937년 9월 1일: 오다와라역 행 "직통" 정차역이 됨(가타세에노시마 방향의 "직통"은 통과).
- 1945년 6월: 과거에 신주쿠 ~ 이나다노보리토역 구간만을 운행의 각역정차가 전 노선에서 운행하게 되어 각역정차의 정차역이 됨과 동시에 "직통"는 폐지됨.
- 1946년 10월 1일: 준급이 설정되어 정차역이 됨.
- 1948년 9월: "사쿠라준급"이 설정되어 정차역이 됨.
- 1960년 3월 25일: 통근준급이 설정되어 정차역이 됨.
- 1964년 3월 1일: 이쿠타역으로 역명 변경.
- 1978년 3월 31일: 유리가오카역 · 요미우리랜드마에역 · 이쿠타역을 통과하고 통칭 "스킵준급"(정식 명칭이 아님)이 설정되어 해당 열차 준급에 한 통과역이 됨.
- 1983년 12월 27일: 교상 역사와 자유 통로가 완성되어 공용 개시.
- 1990년 3월 27일: 통칭 "스킵준급"이 폐지되고 준급 전 열차가 정차하게 됨.
- 2004년 12월 11일: 구간 준급이 설정되어 정차역이 됨.

## 사진

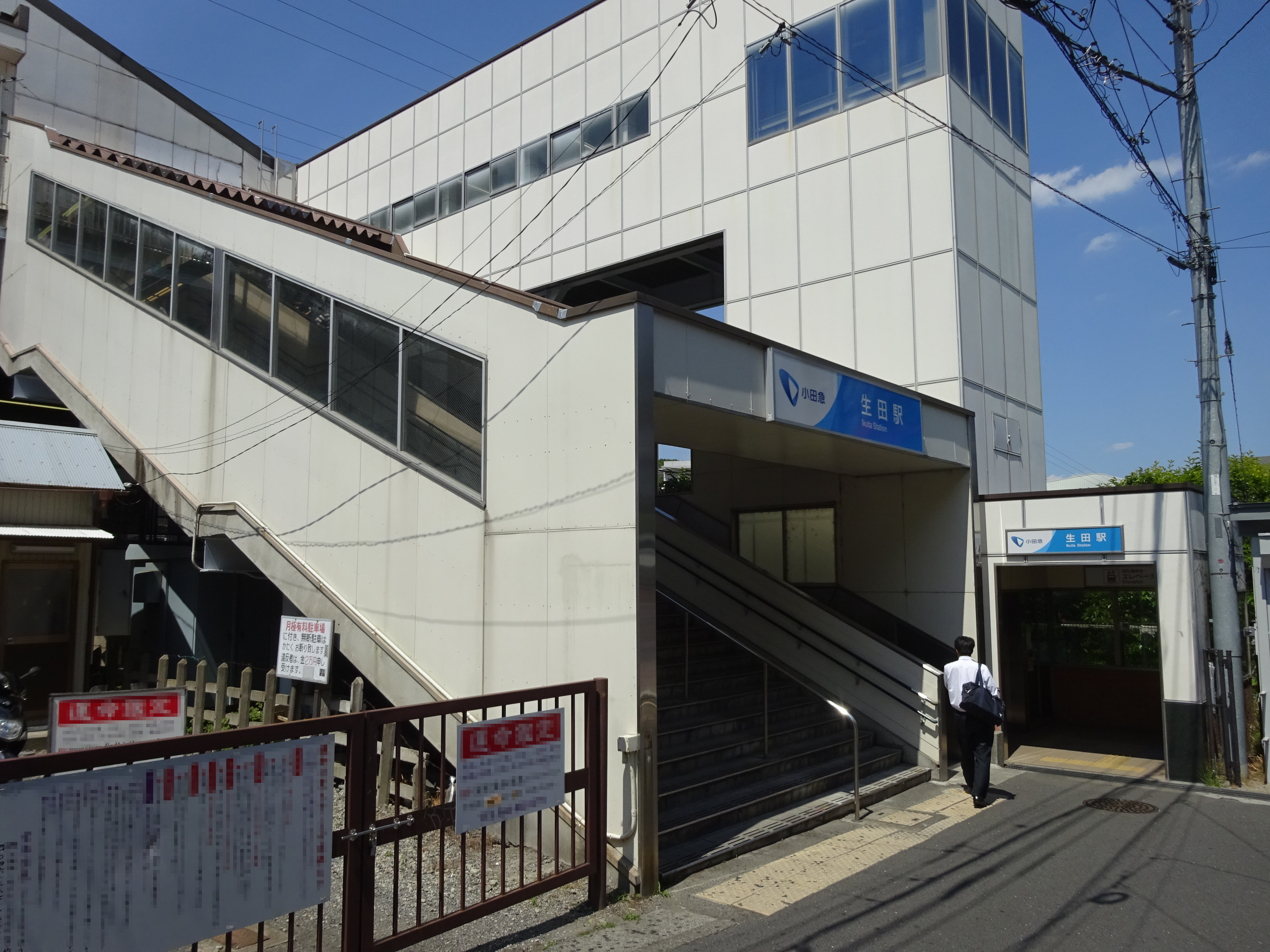
남쪽 출입구
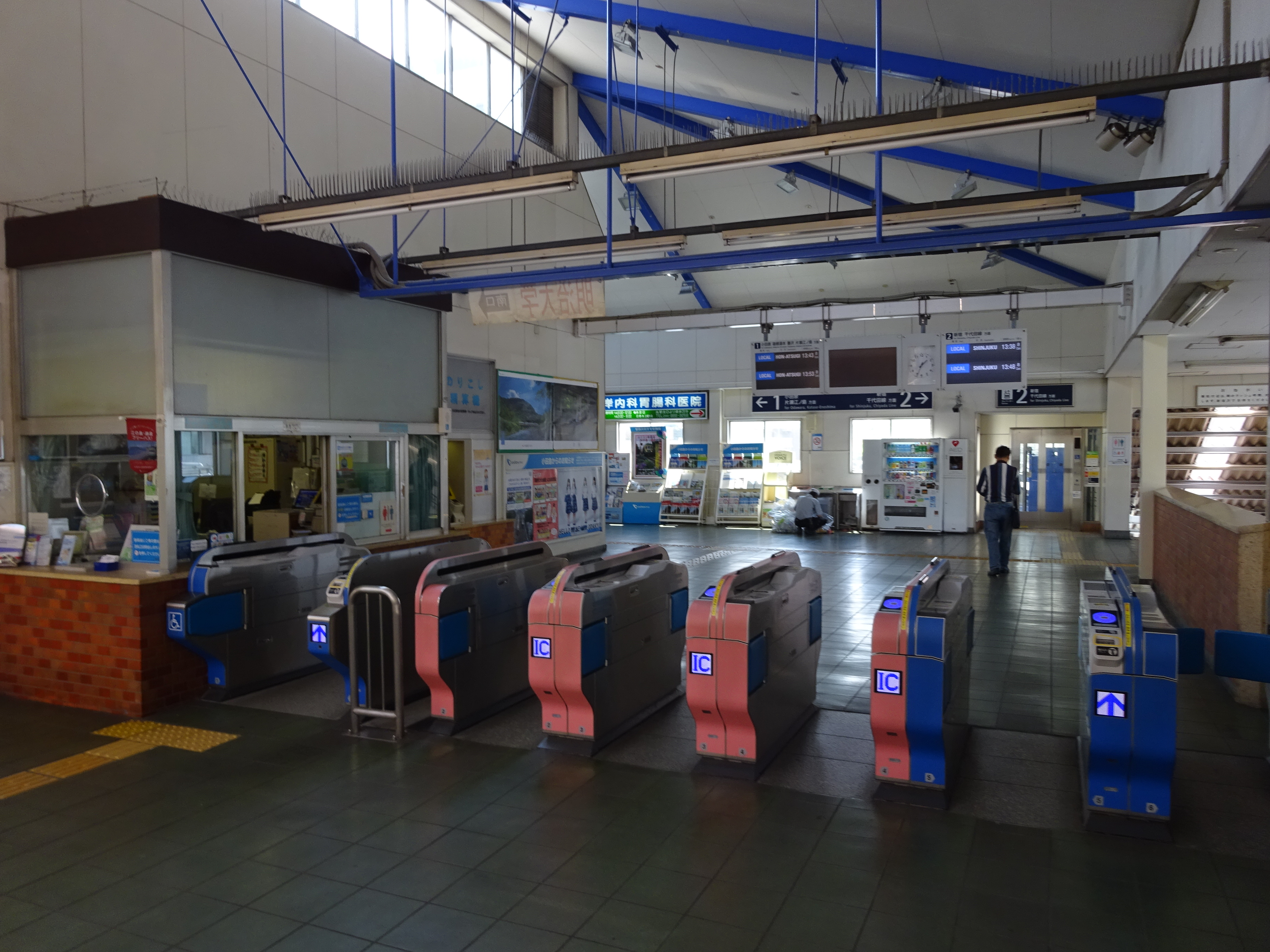
개찰구
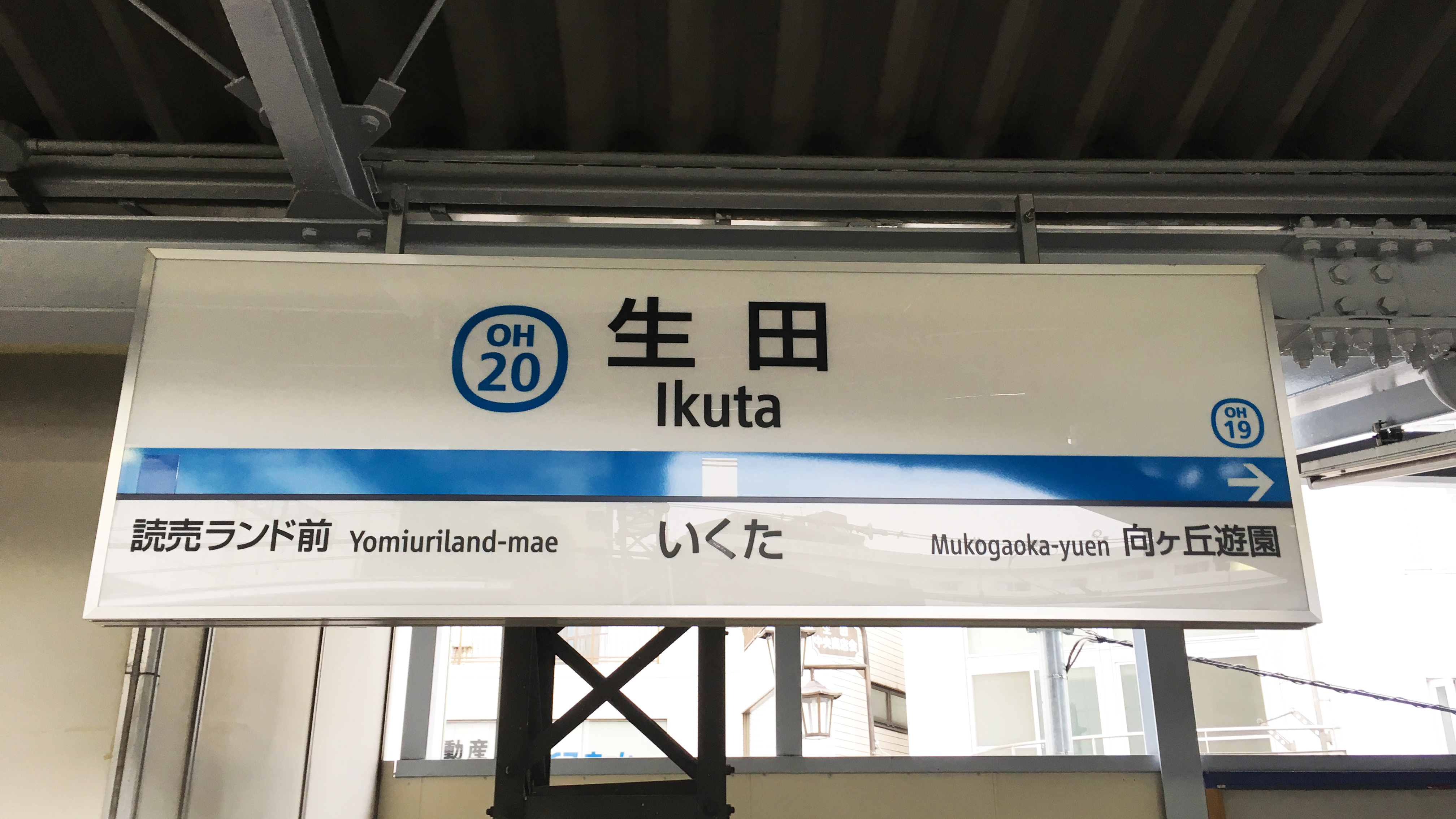
역명판

## 인접역
| 오다큐 오다와라선                | 오다큐 오다와라선            | 오다큐 오다와라선                               |
| -------------------------------- | ---------------------------- | ----------------------------------------------- |
| (무정차통과)                     | ■ 쾌속급행 □ 통급급행 ■ 급행 | (무정차통과)                                    |
| OH 19 무코가오카유엔 신주쿠 방면 | □ 통근준급                   | 요미우리랜드마에 OH 21 (하행 열차 없음)         |
| OH 19 무코가오카유엔 아야세 방면 | ■ 준급                       | 요미우리랜드마에 OH 21 오다와라 방면            |
| OH 19 무코가오카유엔 신주쿠 방면 | ■ 각역정차                   | 요미우리랜드마에 OH 21 후지사와 · 오다와라 방면 |